# Мато Дујмов
Мато Дујмов (1937 – 1998) је био буњевачки културни прегалник и писац једночинки.

## Биографија
Мато Дујмов је рођен 17. фебруара 1937. године у сељачкој породици у Гари у мађарском делу Бачке, надомак града Баје. Мајка Марија Трскић била је из Баје, док је отац Мато Дујмов био гарски Буњевац. Отац је умро вероватно у Бечу 1945. године као мађарски војник. После тога се Марија са сином сели у Каћмар, село удаљено од Баје 30 километара на самој српској граници.
После основне школе у Каћмару Мато Дујмов завршава техникум у живописном граду Шопрону близу аустријске границе. Првобитно је радио на жељезнци, а затим постаје порезник у Месној општини у Каћмару. Међутим, он се ипак одлучује за физички посао и постаје зидар. Поред тешког посла успео је да стекне гимназијску матуру, а потом је успешно завршио партијску вишу школу и тиме стекао диплому. Дана 20. августа 1960. у сантовачком српском православном храму склопио је брак са Споменком Косталић из Сантова. 
Мато Дујмов је био један од првих иницијатора да се оснује Буњевачки клуб у Каћмару 1970. године, који је међу тзв. „јужнословенским“ клубовима у тадашњој Мађарској био други по реду. Наиме, годину раније основао се Српски клуб у Помазу. Не штедећи време Мато Дујмов је био главни органозатор многих културно-просветних предавања и Прела (вече са културним програмом, једночинкама и наступом фолклорних група) са циљем да се одржи о појача национална свест Буњеваца у Каћмару, па и шире. Године 1972. један је од оснивача Буњевачког културног круга „Невен“ у Каћмару. Мато Дујмов је био учесник многих позоришних представа, углавном у комадима Бранислава Нушића. Био је један од најактивнијих чланова Демократског савеза Јужних Словена у Мађарској. О делатности Мате Дујмова извештавале су тадашње Народне новине (Мађарска), једини лист на српском, хрватском и словеначком језику у Мађарској, а такође и Народни календар који је објављиван у Будимпешти.
Од 1980. године Мато Дујмов и сам почиње да пише једночинке на буњевачком говору српског језика које су се изводиле у месном Дому културе, а такође и у другим буњевачким и српским насељима у Мађарској. Његове једночинке су пуне хумора, али са посебним бригом у вези очувања буњевачког говора и идентита који је због снажне асимилиције озбиљно угрозио опстанак Буњеваца у Мађарској. 
Мато Дујмов се током свога живота вазда угледао на делатност великих буњевачких родољуба и култруних радника Мије Мандића и Ивана Антуновића.
Био је велики противник кроатизације (похрваћивања) бачких Буњеваца. Са својим Буњевачким култруним кругом „Невен“ одржавао је живу везу са Буњевачким националним већем у Суботици и успео је да изгради добру сарадњу и са Српским демократским савезом у Мађарској.
Мато Дујмов је умро 15. марта 1998. године у Баји.

## Једночинке
- Дужијанце
- Доктор
- Црни Перо
- Крилати били коњ
- Увик се штогод тражи